# I, Spider
I Spider is het derde muziekalbum van de Britse band Web, althans zo is het aangekondigd en vermeld. De band heeft echter een drastische personeelswisseling achter de rug. De komst van Dave Lawson uit Episode Six heeft grote invloed op de muziek gehad. De jazz-invloeden zijn wel aanwezig, maar de muziek is opgeschoven naar de stijl die Van der Graaf Generator hanteerde. Het klinkt meer symfonisch en geeft aan welke richting Lawson op wil. Het kan gezien worden als een voorloper van Greenslade.
De band zou ook een andere naam krijgen: Samurai.

## Musici
- Dave Lawson – toetsen waaronder mellotron, zang
- Lenny Wright – slagwerk
- Kenny Beveridge – slagwerk
- Tom Harris – dwarsfluit, saxofoon, trombone
- Tony Edwards – gitaar
- John Eaton – basgitaar

## Composities
Allen door Lawson (tijden zijn van Japanse persing)
1. Concerto For Bedsprings (10:10)
  1. I Can't Sleep
  2. Sack Song
  3. Peaceful Sleep
  4. You Can Keep The Good Life
  5. Loner
2. I Spider (8:11)
3. Love You (5:31)
4. Ymphasomniac (6:18)
5. Always I Wait (9:10)
6. Concerto For Bedsprings (bonus, liveopnamen uit Zweden)
7. Love You (idem)

## Release
- 1970: elpee op Polydor
- 1992: compact disc van Polydor Japan
- 2008: compact disc van Esoteric Recordings met de bonustracks